# 翟勇
翟勇（1965年4月—），男，江苏镇江人，中国美术家协会会员，中华人民共和国画家。

## 生平
1988年毕业于安徽师范大学艺术系并留校任教，1994年毕业于中央美术学院第七届油画创作研修班。曾任安徽师范大学美术学院院长。现任上海师范大学美术学院副院长、教授、博士生导师。
主持国家社科基金艺术学项目二项，作品曾获第七届全国美术作品展铜牌奖、第三届全国少数民族美术作品展优秀作品奖、全国首届水彩画人物大展优秀作品奖等。

## 社会兼职
教育部高等学校美术学类专业教学指导委员会委员，全国艺术专业学位（MFA）教指委美术分委会委员，上海市学科评议组成员，安徽省油画学会副主席。

## 作品参展
- 1987年：“汲水”首届全国水彩·粉画展
- 1989年：“伴侣”第七届全国美术作品展，获铜牌奖
- 1995年：“苗年·1”中国第三届油画年展
- 1996年：“嫁女”全国第三届水彩·粉画展
- 1999年：“欢乐的日子”、“苗年莺歌”第九届全国美术作品展
- 2001年：“景中景”全国首届水彩画人物大展，获优秀作品奖
- 2003年：“环”全国第三届油画展
- 2004年：“国粹·2”安徽省美术作品展，获铜牌奖
- 2009年：“戏水”、“圣水”第三届安徽美术大展，获铜牌奖
- 2014年：“太阳之歌”第三届全国少数民族美术作品展，获优秀作品奖
- 2019年：“巴扎天”第十三届全国美术作品展